# Bell X-2
Bell X-2 — американський експериментальний літак, що призначався для проведення аеродинамічних і термодинамічних випробувань літального апарата на швидкостях, відповідних M = 3 (утричі більше швидкості звуку). Проєктувати літак в 1949 році розпочала фірма Bell, NACA і ВПС США. Передбачалося, що X-2 в остаточно доведеному вигляді, при установці РРД з тягою близько 900 кг, зможе досягати висот 30—60 км.
Створення літака X-2 було закінчене в 1952 році, і в 1953-му почалися його випробування. На відміну від попередніх експериментальних літаків, X-2 має нормальну схему з низькорозташованим стрілоподібним крилом із гострим переднім краєм. Обшивка крила виготовлена з неіржавної сталі. З огляду на дуже великі швидкості й висоти польоту для порятунку льотчика в разі аварії застосована відокремлювана кабіна. Кабіна захищена від нагрівання та охолодження потужною теплоізоляцією. 25 липня 1956 року під час випробувального польоту друга модифікація літака X-2 досягла швидкості 3000 км/год, а на початку вересня — висоти 38 400 м.

## Події
12 травня 1953 року під час одного з польотів, під час якого повинен був включатися РРД, відбулася катастрофа, що надовго затримала роботу за програмою X-2. Літак ще перебував у бомбовому відсіку Boeing B-50 і, коли були закінчені останні приготування до відчеплення, на ньому спалахнула пожежа, що супроводжувалася вибухом. X-2 був скинутий і згорів у повітрі. Від вибуху загинули два члени екіпажу, що перебували в бомбовому відсіку.
27 вересня 1956 року другий екземпляр випробувального літака X-2 також зазнав катастрофи. Втрата літака, який оцінювався в 3 млн доларів, перервала дослідження, проведені ВПС США і NACA за допомогою експериментальних літаків в області великих швидкостей і висот польоту. Причини катастрофи встановити не вдалося.

## Технічні характеристики
- Екіпаж: 1
- Довжина фюзеляжу: 12,0 м
- Розмах крила: 9,76 м
- Порожня вага: 7,3—8,2 т
- Злітна вага: 13,0 т
- Максимальна швидкість: 3380 км / год (М = 3)
- Силова установка: 8-камерний РРД Curtiss-Wright XLR-25CW
- Силова тяга: 5440—7250 кг